# Jagdgeschwader 53
Jagdgeschwader 53 Pik As (spader ess), var en tysk jaktflottilj under andra världskriget. Geschwadern var en av Luftwaffes äldsta och kunde räkna sitt ursprung så långt tillbaka som till 1937. Under kriget var JG 53 större delen av tiden stationerad i västra Europa och vid medelhavskusten.
I juli 1940 blev igenkänningstecknet (spader ess) kommenderat att övermålas med ett "skammens röda band" eftersom det framkommit att JG 53:s Kommandeur Oberstleutnant Hans-Jürgen von Cramon-Taubadel var gift med en judinna. I slutet av månaden blev planens motorhuvar övermålade med gul färg för att lättare kunna kännas igen, men det röda bandet skulle vara kvar